# Irena (bande dessinée)
Irena est une série de bande dessinée sur l'histoire d'Irena Sendlerowa, travailleuse sociale polonaise, qui a sauvé 2 500 enfants juifs du ghetto de Varsovie, pendant la Seconde Guerre mondiale. Elle est Juste parmi les nations.
Cette bande dessinée est scénarisée par Jean-David Morvan et Séverine Tréfouël, avec des dessins de David Evrard. Les deux premiers tomes sont publiés par Glénat en 2017, les trois suivants en 2018, 2019 et 2020.

## Trame
La trame est l'histoire réelle d'Irena Sendlerowa. Travailleuse sociale, elle intervient quotidiennement dans le ghetto de Varsovie, apportant nourriture et vêtements. Elle en vient à sauver des enfants juifs en les faisant s'échapper du ghetto par différents subterfuges, tantôt un ou deux enfants seuls, tantôt par groupes entiers. 
La trame chronologique est entrecoupée de scènes des tortures qu'elle a vécues plus tard, et d'entretiens rêvés avec son père qui était médecin, mort du typhus quand elle était jeune, et dont elle pense qu'il est fier d'elle.

## Albums
1. Le Ghetto, scénario de Jean-David Morvan et Séverine Tréfouël, dessin de David Evrard, couleurs Walter, Glénat, collection « Tchô ! », grand format, 64 planches, janvier 2017  (ISBN 978-2-344-01363-2) ;
2. Les Justes, scénario de Jean-David Morvan et Séverine Tréfouël, dessin de David Evrard, couleurs Walter, Glénat, collection « Tchô ! », grand format, 64 planches, mars 2017  (ISBN 978-2-344-02009-8) ;
3. Varso-vie, scénario de Jean-David Morvan et Séverine Tréfouël, dessin de David Evrard, couleurs Walter, Glénat, collection « Tchô ! », grand format, 64 planches, janvier 2018  (ISBN 978-2-344-02276-4) ;
4. Je suis fier de toi, Jean-David Morvan et Séverine Tréfouël, dessin de David Evrard, couleurs Walter, Glénat, collection « Tchô ! », grand format, 64 planches, mars 2019  (ISBN 978-2-344-03111-7).
5. La vie, après, Jean-David Morvan et Séverine Tréfouël, dessin de David Evrard, couleurs Walter, Glénat, collection « Tchô ! », grand format, 65 pages, janvier 2020  (ISBN 978-2344033036).

## Récompenses

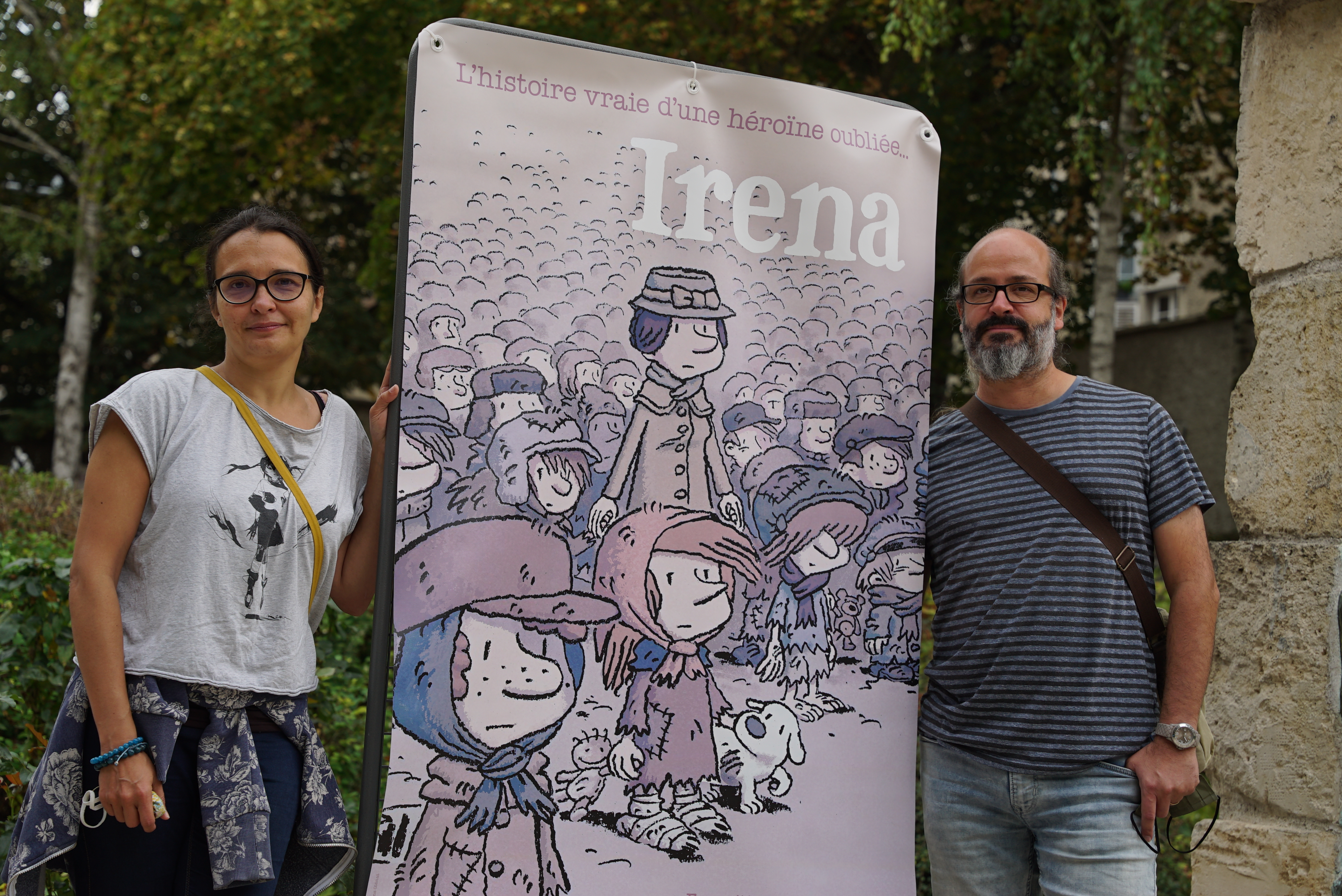
Séverine Tréfouël et David Evrard

La série reçoit l'éléphant d'or prix du public France 3 et l'éléphant d'or album de l'année au Festival international de la bande dessinée de Chambéry. 